# رالف إسكوديرو
رالف إسكوديرو (بالإنجليزية: Ralph Escudero)‏ هو عازف جاز أمريكي، ولد في 16 يوليو 1898، وتوفي في 10 أبريل 1970.

## وصلات خارجية
- رالف إسكوديرو على موقع ميوزك برينز (الإنجليزية)
- رالف إسكوديرو على موقع أول ميوزيك (الإنجليزية)
- رالف إسكوديرو على موقع ديسكوغز (الإنجليزية)